# Вілареш-де-Віларіса
Вілареш-де-Віларіса (порт. Vilares de Vilariça; МФА: [vi.ˈɫa.ɾɨʒ dɨ vi.ɫɐ.ˈɾi.sɐ]) — парафія в Португалії, у муніципалітеті Алфандега-да-Фе. Розташована в північно-східній частині країни, на теренах історичної португальської провінції Трансмонтана. Входить до складу округу Браганса. За адміністративним поділом, чинним до 1976 року, терени парафії були складовою провінції Трансмонтана і Верхнє Дору. Належить до Брагансько-Мірандської діоцезії Католицької церкви. Патрон — свята Катерина. Площа — 14,9196 км². Населення — 216 ос. (2011). Слабо урбанізований регіон. Густота населення — 14,48 осіб/км²
. Код — 040120.

## Населення
| Кількість мешканців | Кількість мешканців | Кількість мешканців | Кількість мешканців | Кількість мешканців | Кількість мешканців | Кількість мешканців | Кількість мешканців | Кількість мешканців | Кількість мешканців | Кількість мешканців | Кількість мешканців | Кількість мешканців | Кількість мешканців | Кількість мешканців |
| ------------------- | ------------------- | ------------------- | ------------------- | ------------------- | ------------------- | ------------------- | ------------------- | ------------------- | ------------------- | ------------------- | ------------------- | ------------------- | ------------------- | ------------------- |
| 1864                | 1878                | 1890                | 1900                | 1911                | 1920                | 1930                | 1940                | 1950                | 1960                | 1970                | 1981                | 1991                | 2001                | 2011                |
| 528                 | 528                 | 510                 | 626                 | 581                 | 528                 | 578                 | 650                 | 659                 | 683                 | 493                 | 446                 | 379                 | 314                 | 216                 |